# Evorinea hirtella
Evorinea hirtella is een kever uit de familie spektorren (Dermestidae). De wetenschappelijke naam van de soort werd in 1858 gepubliceerd door Francis Walker.